# 皮内鲁马沙杜
皮内鲁马沙杜是巴西南大河州的一个市镇。总面积2227.897平方公里，总人口12939人，人口密度5.8人/平方公里。